# Edyth Carter Beveridge
Edyth Carter Beveridge (asi 1862 – 29. srpna 1927) byla americká fotožurnalistka.

## Životopis
Beveridge dokumentovala život v Richmondu ve Virginii na přelomu 19. a 20. století. Během 90. let 19. století fotografovala pro Richmond News a Richmond Times. Beveridge začala psát články, které doprovázely její fotografie. Pokračovala ve vytváření fotografických esejí pro Ladies' Home Journal, The Century Magazine, Harper's Weekly a Collier's.
Její práce je ve sbírkách Knihovny Kongresu a společnosti Virginia Historical Society.

## Galerie

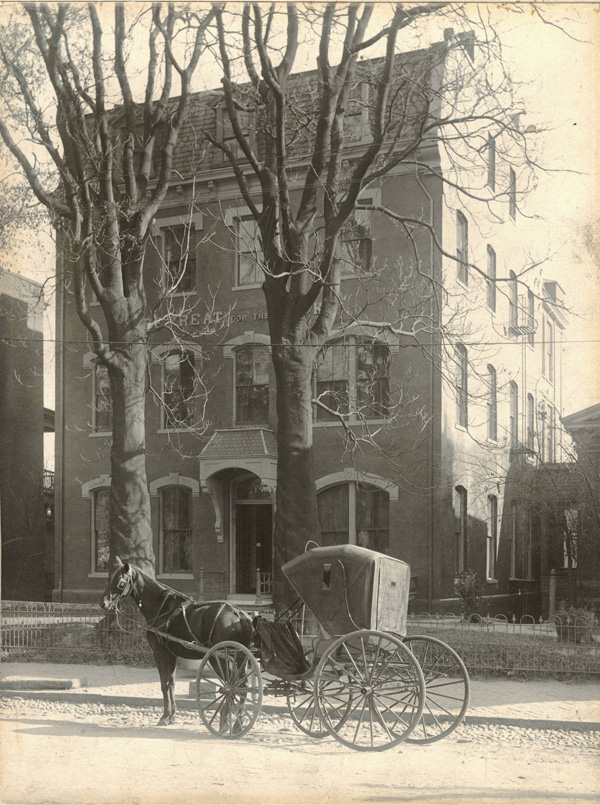
Nemocnice Original Retreat Hospital, Richmond, Virginie 1883
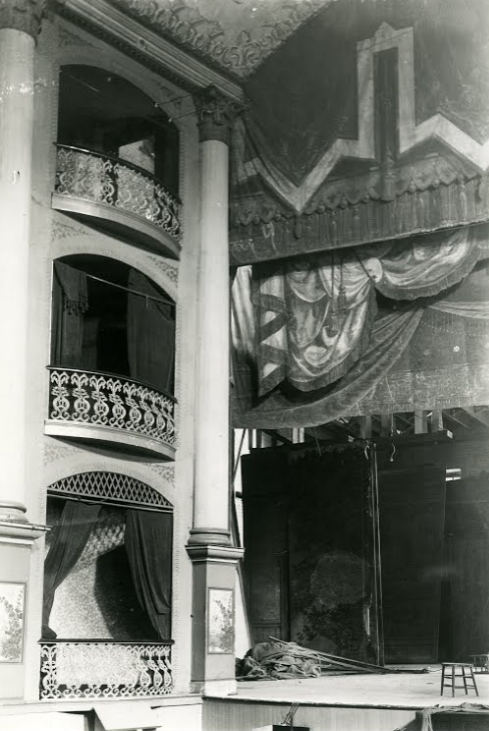
Interiér divadla v Richmondu, 1890
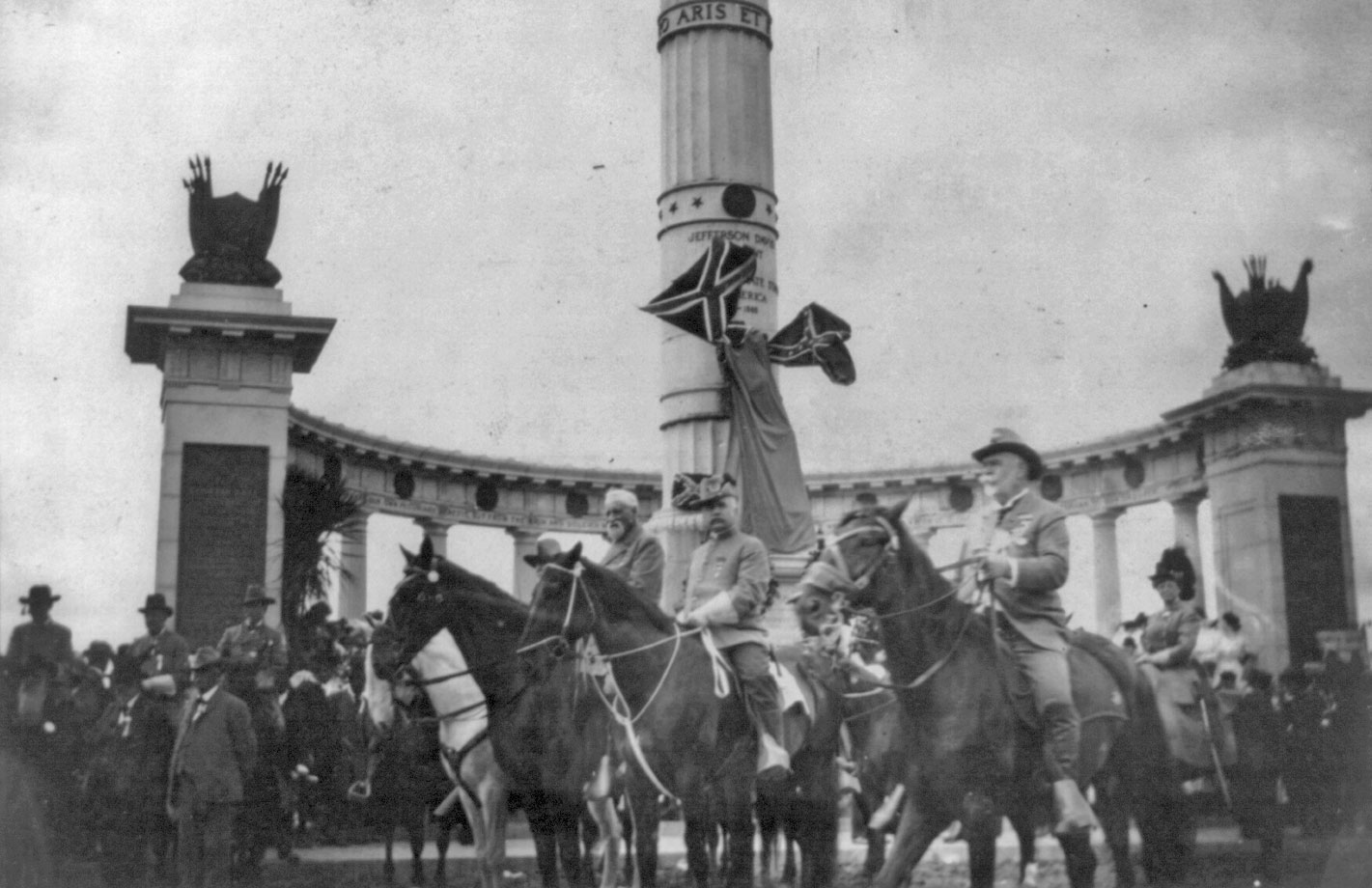
Confederate Reunion Parade Richmond, 1907
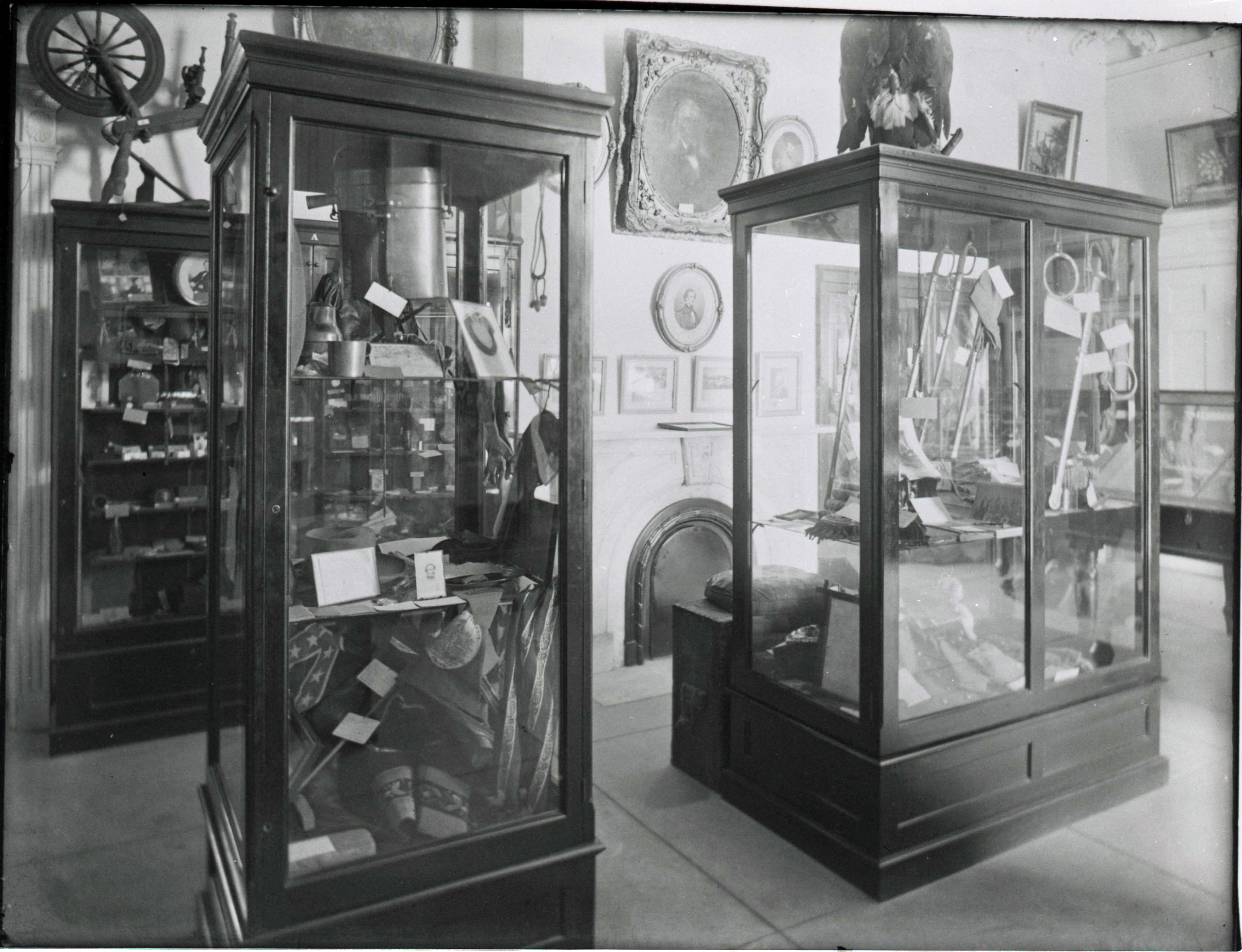
Virginia Room in The Museum of the Confederacy